# Tiina Lillak
Ilse Kristiina "Tiina" Lillak (* 15. April 1961 in Helsinki) ist eine ehemalige finnische Leichtathletin. Sie war die erste Weltmeisterin im Speerwurf. Bei einer Körpergröße von 1,80 m hatte sie ein Wettkampfgewicht von 73 kg.
Mit 19 Jahren scheiterte Tiina Lillak bei den Olympischen Spielen 1980 als Vierzehnte der Qualifikation. 1982 stellte sie Ende Juli in ihrer Heimatstadt mit 72,40 m ihren ersten Weltrekord auf, es war der erste für eine finnische Werferin überhaupt. Bei den Europameisterschaften 1982 in Athen wurde sie mit 66,26 m Vierte. Europameisterin wurde die Griechin Anna Verouli. Die Drittplatzierte Griechin Sofia Sakorafa warf Ende September mit 74,20 m einen neuen Weltrekord.
Am 13. Juni 1983 holte sich Tiina Lillak in Tampere mit 74,76 m den Weltrekord zurück. Am 13. August 1983 fand in Helsinki das Speerwurf-Finale den ersten Weltmeisterschaften für Leichtathleten statt. Vor dem letzten Durchgang führte die Britin Fatima Whitbread vor Tiina Lillak und Anna Verouli, Vierte war wieder eine Britin, nämlich Tessa Sanderson. Mit dem vorletzten Wurf der Konkurrenz gelang Tiina Lillak ein Wurf von 70,82 m, mit dem sie in Führung ging. Das finnische Publikum feierte bereits mit Tiina Lillak den ersten Weltmeistertitel für Finnland, während Tessa Sanderson warf. Aber Sanderson konnte den letzten Versuch der Konkurrenz nicht über die 60-Meter-Marke setzen.
Bei den Olympischen Spielen 1984 gewann Tiina Lillak mit genau 69,00 Meter die Silbermedaille hinter Sanderson und vor Whitbread. 1986 bei den Europameisterschaften warf sich Lillak mit 66,66 m auf Platz 4, sie hatte fast 10 Meter Rückstand auf Fatima Whitbread. Bei den Weltmeisterschaften 1987 gewann erneut Whitbread, Lillak wurde mit 66,82 m Sechste. 1988 verpasste Lillak als Fünfzehnte der Qualifikation das olympische Finale. 1990 bei den Europameisterschaften wurde Lillak mit 58,80 m Neunte, während ihre Landsfrau Päivi Alafrantti gewann. 
| Personendaten    | Personendaten            |
| ---------------- | ------------------------ |
| NAME             | Lillak, Tiina            |
| ALTERNATIVNAMEN  | Lillak, Ilse Kristiina   |
| KURZBESCHREIBUNG | finnische Leichtathletin |
| GEBURTSDATUM     | 15. April 1961           |
| GEBURTSORT       | Helsinki                 |